# Алексеј Кулешов
Алексеј Владимирович Кулешов (рус. Алексей Владимирович Кулешов;  Фрјазино, 24. фебруар 1979) бивши је руски одбојкаш. 

## Каријера
Почео је да игра одбојку са 13 година у Шчелковској спортској школи под вођством Владимира Ивановича Ананина. Године 1994. позван је у омладински тим Искре, а 1996. дебитовао је за први тим.
Пошто се кратко задржао у Одинцову, прешао је у Белогорје-Динамо, где је створен у то време базни клуб руске репрезентације под вођством Генадија Шипулина. Први меч за репрезентацију Русије Кулешов је одиграо 16. маја 1998. у Липецку — била је то утакмица Светске лиге против репрезентације Пољске, која је завршена победом Руса резултатом 3:0.
Играње са најбољим одбојкашима земље у белгородском клубу допринела је брзом развоју одбојкашких вештина Кулешова, који је после победе на Светском првенству за младе 1999. чврсто изборио место у сениорској репрезентацији и освојио сребрну медаљу на Олимпијске играма у Сиднеју. У финалу су поражени од репрезентације СР Југославије.
Године 2004, након треће узастопне победе Локомотиве-Белогорје у руском првенству, другог злата у Лиги шампиона и освајања почасне награде у знак сећања на Андреја Кузњецова, Кулешов је заједно са Андрејем Јегорчевим прешао у Динамо из Москве. Од 2007. до 2013 играо је за Искру, у сезони 2012/13. био је капитен тима Московске области. У лето 2013. прешао је у Губернију из Нижњег Новгорода, а у сезони 2015/16. играо је за казањски Зенит.
Одиграо је 200 званичних утакмица за репрезентацију Русије, проглашен је за најбољег блокера Светске лиге 2002, Олимпијских игара 2004. и Светског првенства 2006.
Након завршетка играчке каријере, постао је одбојкашки тренер, водио је неколико клубова у Русији. Његова супруга Дарија играла је за Универзитет-Белогорје. Имају два сина, Никиту и Јелисеја.

## Успеси
Русија
- медаље
- сребро: Олимпијске игре Сиднеј 2000.
- бронза: Олимпијске игре Атина 2004.
- бронза: Олимпијске игре Пекинг 2008.

Индивидуалне награде
- Најбољи блокер на Светском првенству за младе 1999, Светској лиги 2002, Лиги шампиона 2004, Олимпијским играма 2004. и Светском првенству 2006.
- Проглашен је за најбољег одбојкаша Русије 2004. године.